# Televisió a Estònia
La televisió a Estònia es va introduir  l'any 1955, després de la decisió del govern soviètic d'establir una emissora de televisió el 1953. El canal de televisió nacional Eesti Televisioon (ETV) manté un arxiu des de 1955 en el qual es conserven emissions d'aspectes únics de la cultura estoniana.
El nord d'Estònia rep senyals de televisió de Finlàndia. Durant les dècades de 1970 i 1980, les emissions finlandeses van ser més populars que les ofertes soviètico-estonianes fins a la Revolució Cantada, amb molts estonians gaudint de Dallas i altres programes que retrataven estils de vida no comunistes.
La televisió digital es va llançar oficialment el 15 de desembre de 2006 quan l'operador Eesti Digitaaltelevisiooni AS va llançar el seu servei de pagament Zuum TV, operat per Starman, en dos múltiplex. El 2006, només ETV estava disponible de forma gratuïta, però el març de 2009, ja hi havia 7 canals gratuïts en emissió digital. El senyal de televisió digital (DVB-T i DVB-H) és emès per Levira. DVB-C és proporcionat per operadors de cable Starman, STV, Telset, la companyia de telecomunicacions Elion (que també ofereix IPTV).
Els transmissors analògics es van apagar el juliol de 2010.

## Canals de televisió públics

### Eesti Televisioon

Logo de la ETV

Eesti Televisioon («Televisió estoniana»), més coneguda per les seves sigles ETV, és el primer canal de radiodifusió  i televisió pública d'Estònia, controlada per la radiodifusora pública Eesti Rahvusringhääling («Radiodifusió pública d'Estònia»). Té una programació generalista composta per informatius, entreteniment, ficció i documentals.
La  ETV va començar les seves emissions regulars el 19 de juliol de 1955 com a Tallinna Televisioonistuudio («Estudi de Tallinn»), i durant més de 35 anys va ser l'únic canal disponible a la República Socialista Soviètica d'Estònia. Quan el país es va independitzar el 1991, va passar a ser la televisió estatal.
La ràdio i la televisió públiques d'Estònia van funcionar per separat fins a l'1 de gener de 2007, quan el govern va integrar ambdues empreses en un únic grup de radiodifusió pública, l'actual ERR.
El pressupost d'ERR es compon en un 85% amb aportacions del pressupost general de l'estat, i en el 15% restant amb un impost a les televisions comercials. A canvi, ETV té prohibida l'emissió de publicitat comercial en totes les seves variants.

### ETV2

Antic logotip d'ETV2 (2008—2018)

ETV2 (estonià: ETV kaks) és el segon canal de la Radiodifusió Pública d'Estònia (ERR) que se centra en la programació infantil durant el dia i ofereix contingut cultural al vespre.
ETV2 és conegut per la seva selecció de pel·lícules d'art i assaig de qualitat i documentals. La producció pròpia estrella és un programa de tertúlia cultural. ETV2 va començar a emetre el 8 d'agost de 2008. La programació infantil també és central per al canal, havent començat després de la finalització dels Jocs Olímpics d'Estiu de 2008.

### ETV+

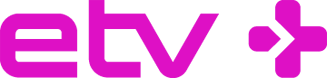
Logo del canal ETV+

ETV+ és un canal de televisió en obert en rus operat per la[Radiodifusió Pública d'Estònia. Va ser llançat el 28 de setembre de 2015. El canal està dirigit a la minoria russòfona d'Estònia, emetent tant notícies com programes d'entreteniment. El pressupost del canal el 2015 va ser de 2,53 milions d'euros.
El nom ETV+ va ser escollit entre 360 propostes en un concurs per trobar un nom per al nou canal. Segons la cap d'ETV+, Darja Saar, la part del símbol del nom prové de les paraules russes: 'п - популярное', 'лю - любимое' i 'с - своё' que signifiquen 'popular', 'estimat' i 'nostre', que juntes formen plus"
Del 2015 al 2018, Darja Saar va ser la redactora en cap del canal. Des del 2019, la redactora en cap és Ekaterina Taklaja.

## Canals de televisió privats

### Kanal 2

Antic logotip de Kanal 2 (2009-2021).

Kanal 2' és un canal de televisió privat estonià. El seu nom literal en català és "Canal 2".
El canal va ser establert per Ilmar Taska. El canal va començar a emetre l'1 d'octubre de 1993 el primer programa que es va veure a la nova xarxa va ser la pel·lícula d'animació estoniana Kapsapea (Cap de Col). El canal en la seva fase inicial emetia els caps de setmana; a partir del 17 de desembre d'aquell any, van començar les emissions durant tota la setmana.
L'1 d'agost de 2017, Kanal 2 va abandonar el mercat de la televisió en obert i es va encriptar. La decisió es va prendre sobre la base d'optimitzar la seva gestió al voltant de la programació local, així com a causa de l'augment dels costos de publicitat.

### TV3

Logo del canal

TV3 és un canal privat de televisió estonià que va rebre el seu nom actual el 1996, quan les fins aleshores separades EVTV i RTV van passar a un únic propietari. RTV era l'abreviatura del nom Reklaamitelevisioon (Televisió Publicitària). Va començar a emetre programes al programa d'Eesti Televisioon el 21 de setembre de 1992). EVTV i RTV transmetien els seus programes al mateix canal de difusió en el qual anteriorment havia operat l'antiga Televisió de Rússia. EVTV emetia els dilluns, dimecres, divendres i diumenges, i RTV emetia els dimarts, dijous i dissabtes.
TV3 té dos canals germans.
- TV6 és un canal de televisió d'entreteniment a Estònia, llançat el 2002.
- TV8 és un canal de televisió d'entreteniment, llançat com a canal digital germà de TV3 el 2009.

L'1 d'agost de 2017, TV3 va deixar la televisió en obert. Des del 28 d'octubre de 2024, TV3 ha tornat a la televisió en obert.
TV3, igual que altres canals del grup All Media Baltics als Estats bàltics, va canviar a la emissió en alta definició el 26 de juliol de 2018.

### Duo 4 i Duo 5
Duo 4 (anteriorment Kanal 11) va iniciar la seva activitat el 27 de març de 2008 com un canal de televisió dirigit principalment a dones, visible tant a través de la radiodifusió digital terrestre com de les xarxes de cable. Fins al 3 de gener de 2011, el canal era de lliure accés. Des del 9 d'agost de 2021, el nom del canal de televisió és Duo 4.
La programació de Duo 4 consisteix principalment en sèries dramàtiques contemporànies, pel·lícules recents, programes d'estil de vida i programació nacional. Els programes més vistos de Kanal 11 són el reality show "Poissmees" (El solter), la sèrie dramàtica espanyola "Vana silla saladus" (El secret del pont vell), i els programes de cuina de Jamie Oliver i Gordon Ramsay. A la primavera del 2018, Kanal 11 va començar a emetre el programa de cites "Alasti ahvatlus" (Naked Attraction), que es va convertir immediatament en un dels favorits dels teleespectadors.
Duo 5 (anteriorment Kanal 12) va iniciar la seva activitat el 8 de juny de 2011. El canal emet pel·lícules, sèries i esports. El canal està dirigit principalment a homes. Des del 9 d'agost de 2021, el nom del canal de televisió és Duo 5.
El 30 d'abril de 2024, Duo 5 també va començar a emetre a la resta dels països bàltics, incloent-hi Letònia i Lituània, substituint el canal de televisió en rus Kanal 7+.

### Kids Zone Max i Kids Zone Mini
KidZone Max és un canal de televisió infantil estonià. S'emet a 3 països i en 4 idiomes, tot i que els programes no estan doblats a aquestes llengües; en canvi, s'emeten en anglès o en la seva llengua original amb traductors de veu que parlen per sobre dels programes per traduir tot el diàleg a la llengua de destinació. Va ser llançat el 13 de juny de 2013 a les 15:00.
KidZone té un canal germà anomenat KidZone Mini. El canal emet programes dirigits a un públic més jove que el canal principal de KidZone. No obstant això, KidZone també mostra alguns programes de KidZone Mini, com ara Peppa Pig i Thomas & Friends.
L'1 de desembre de 2022, es va eliminar una pista d'àudio en rus de KidZone TV i KidZone Mini a Estònia.
L'1 de novembre de 2023, KidZone TV va canviar el seu nom a KidZone Max.

### Go 3 Sport

Logo usat des del 8 d'agost del 2023

Go3 Sport és un grup de canals de televisió esportiva disponible als Estats bàltics. El canal va ser llançat el 7 de gener de 2009 com a Viasat Sport Baltic. Juntament amb Viasat Golf, va substituir Viasat Sport 2 i Viasat Sport 3 per als espectadors de la plataforma Viasat a Estònia, Letònia i Lituània.
El 10 d'agost de 2018, el canal Viasat Sport Baltic va canviar el seu nom a TVPlay Sports. Un segon canal, TVPlay Sports+, va ser llançat a l'octubre.
L'1 de desembre de 2019, els canals TVPlay Sports van canviar el seu nom a TV3 Sport i TVPlay Sports+ a TV3 Sport 2. El gener de 2021, TV3 Group va començar a emetre un nou canal, TV3 Sport Open, ampliant la gamma de programes esportius del grup
El 8 d'agost de 2023, TV3 Sport va ser rebatejat com a Go3 Sport. Igual que altres canals del grup All Media Baltics als Estats bàltics, va canviar a la emissió en alta definició el 26 de juliol de 2018

### TV 6

Logo de la cadena

TV6 Estònia és un canal de televisió d'entreteniment que emet a Estònia amb sèries, música, moda i esports. La programació del canal s'ha orientat principalment als homes i inclou una selecció de dibuixos animats, sèries de televisió i pel·lícules de comèdia, reality shows, acció-aventura, ciència-ficció, fantasia i terror i diversos programes esportius locals i transmissions esportives en directe. Les sèries de televisió emeses al canal són majoritàriament d'origen nord-americà.
Va ser llançat el 24 de març de 2008, ja que tots els canals actuals (els tres grans: ETV, Kanal 2, TV3) estaven obligats a tenir canals germans digitals a finals de març de 2008. El 9 de gener de 2010, tot i que TV6 Estònia va deixar el MUX1 de televisió en obert, continua la seva programació al MUX2 terrestre de pagament i també està disponible per cable i IPTV. Estònia va apagar les transmissions de televisió analògica l'1 de juliol de 2010.
TV6, igual que altres canals del grup All Media Baltics als Estats bàltics, va canviar a la emissió en alta definició el 26 de juliol de 2018.